# Symphonie
Pour les articles homonymes, voir Symphonie (homonymie).

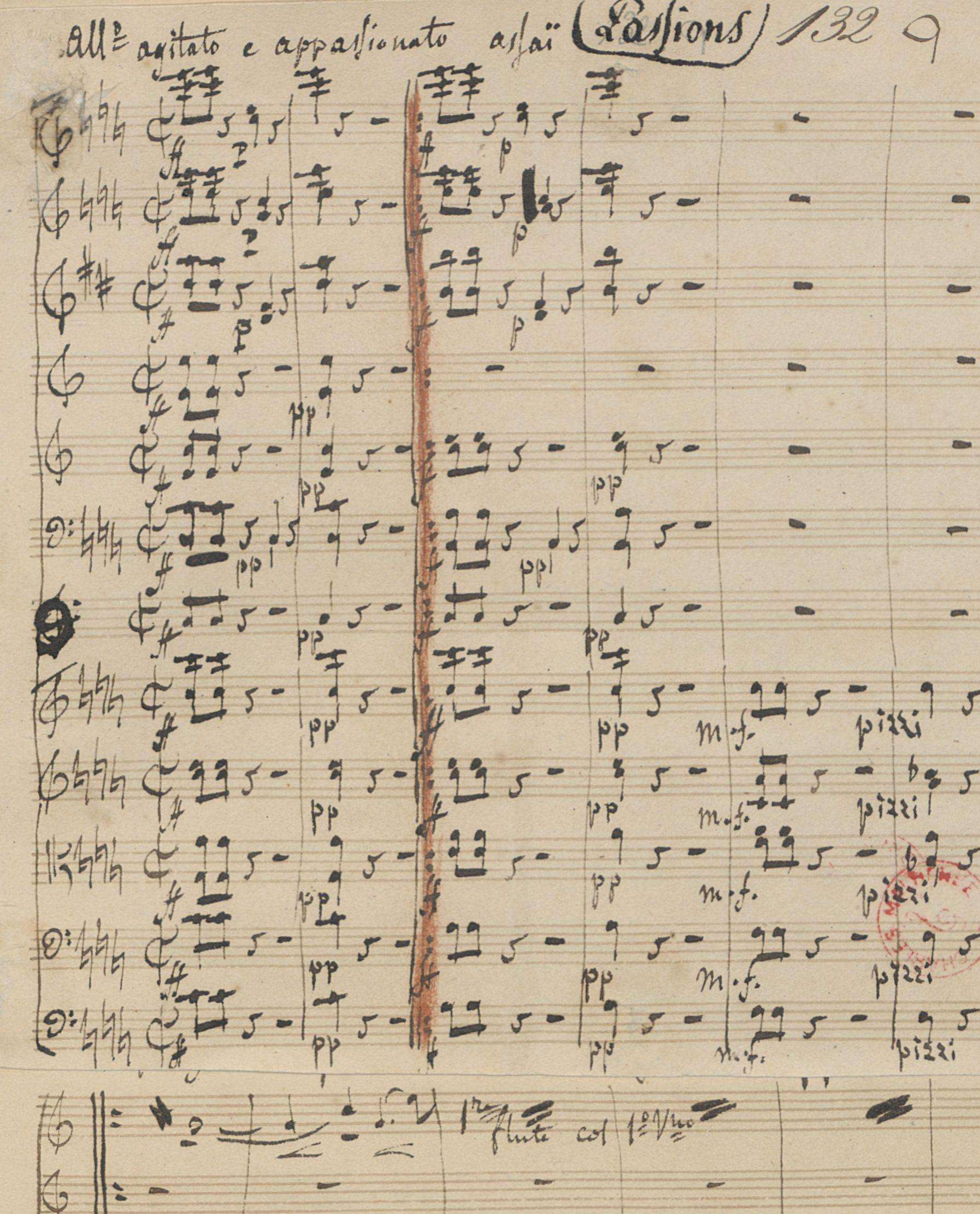
Hector Berlioz, extrait de la Symphonie fantastique (1830).

Une symphonie est une composition instrumentale savante, de proportions généralement vastes, comprenant plusieurs mouvements joints ou disjoints et faisant appel aux ressources de l'orchestre symphonique.
Provenant étymologiquement du grec ancien σύν / sún, « ensemble, en même temps », et φωνή / phônế, « voix, son », le terme fait référence à la consonance des sons. Au Moyen Âge, la chifonie (ou chifoine) désigne un instrument, ancêtre de la vielle à roue, qui fait intervenir plusieurs cordes (donc plusieurs notes) simultanément. Au début du XVIe siècle, le terme s'étend aux œuvres polyphoniques destinées aux instruments, puis s'applique à toutes compositions instrumentales par opposition à la musique vocale.
Ce n'est que dans le deuxième tiers du XVIIIe siècle, en pleine période de classicisme, que le genre est fixé dans son acception actuelle.

## Histoire
L'évolution de sa structure est parallèle à celle de la forme sonate tant dans l'agencement des différents mouvements que dans la construction interne de chacun d'eux. Mise en place lentement au cours du XVIIIe siècle (Les musicologues dénombrent 7 000 œuvres entre 1740 et 1800), la forme se développe grâce aux symphonistes de la période romantique naissante, par exemple en 1824 la neuvième symphonie de Ludwig van Beethoven. Mais certains compositeurs s'affranchissent de ce cadre, tel Hector Berlioz, six ans plus tard en 1830, dans sa Symphonie fantastique.
Il ne faut pas non plus oublier le rôle de la sinfonia d'ouverture à l'italienne (c'est-à-dire deux mouvements vifs qui encadrent un mouvement lent) de l'opéra qui marquera aussi de son empreinte  la naissance de cette forme à succès.
Le nombre de mouvements qui constituent la symphonie varie, pouvant aller de un à huit ou davantage, mais, dans sa forme la plus classique  il est de trois ou, encore plus fréquemment, de quatre.
L'œuvre est interprétée par un orchestre symphonique ou un orchestre philharmonique (lequel est un orchestre symphonique dont les pupitres d'instruments à vent sont renforcés voire dédoublés) sous la direction d'un chef d'orchestre, apparu en tant que tel autour de 1810/1820. Ce dernier est chargé de garantir la justesse rythmique, de surveiller la balance sonore, de maîtriser les détails, la cohérence ou les équilibres et surtout d'insuffler un esprit commun à cent instrumentistes.
Au XVIIIe siècle, la symphonie remplace progressivement le concerto grosso, pour les grands ensembles musicaux. Avant Wolfgang Amadeus Mozart, c'est surtout Joseph Haydn qui contribua à fixer sa forme, lui donnant ses lettres de noblesse. Mais c'est Ludwig van Beethoven qui en fit l'une des formes musicales les plus prestigieuses du répertoire classique, agrandissant l'orchestre jusqu'à ajouter un chœur dans le final de sa neuvième symphonie. Il a été suivi par les compositeurs romantiques (Weber, Schubert, Berlioz, Mendelssohn, Schumann, Brahms, Dvořák, Saint-Saëns, Tchaïkovski, etc.), puis post-romantiques  et enfin modernes.
Si le XIXe siècle a créé le poème symphonique qui libère nombre de compositeurs du cadre rigide d'une grande forme, une autre prend vie au XXe siècle : le concerto pour orchestre, défendu par Bartók. Toutefois, la symphonie reste encore parmi les formes musicales privilégiées par un grand nombre de compositeurs contemporains par ses potentiels de renouvellement et ses possibilités protéiformes, par exemple d'éclatement de l'orchestre : Elliott Carter (Symphonie de trois orchestres) ou Henri Dutilleux (Symphonie le Double).
Certains compositeurs étaient d'excellents orchestrateurs, sans pour autant avoir composé des œuvres orchestrales strictement apparentées à la symphonie. On pense par exemple à Maurice Ravel et à Modeste Moussorgski.
Il est quelquefois difficile de classer une œuvre orchestrale comme symphonie, tant le genre a évolué au cours du XIXe siècle et du XXe siècle.

## Évolution de l'orchestre

Page 12 (droite) du manuscrit original de la Neuvième symphonie de Ludwig van Beethoven.

La composition de l'orchestre symphonique a évolué avec le temps.
Au XVIIe siècle apparaissent les premières formes symphoniques avec les compositions de Marc-Antoine Charpentier, Symphonies pour un reposoir, H 508 (pour cordes), Symphonies pour un reposoir, H 515 (pour cordes et basse continue), Symphonies pour Le Jugement de Salomon, H 519, Symphonie en G ré sol bémol à 3 flûtes ou violons, H 529. Mais à l'époque le mot ne désigne encore qu'une pièce pour ensemble instrumental, par opposition aux pièces vocales.
À l'époque pré-classique (1730 - 1760) l'orchestre se compose principalement des cordes (violons I et II, altos, violoncelles et contrebasses (ces derniers jouant ensemble)) assurant encore pour peu de temps la basse continue avec le clavecin ou l'orgue (Cf. : Carl Philipp Emanuel Bach ; Wilhelm Friedemann Bach ; Anton Fils ; François-Xavier Richter...). À ceux-là peuvent s'ajouter un nombre réduit d'instruments à vent : généralement un seul couple d'instruments de la famille des bois ou des cuivres. Généralement on trouve deux flûtes traversières ou deux hautbois) avec parfois un basson utilisés pour soutenir la basse continue. Ce petit orchestre symphonique comprend également deux cors. Les trompettes sont plus rarement utilisées. Les clarinettes peuvent figurer dans l'orchestre mais, instrument récemment créé, leur usage est encore peu développé à l'époque.
Les symphonistes de la période classique tel que Haydn et Mozart enrichissent l'orchestre qui peut comprendre dans sa formation alors maximum et en plus des cordes : 2 flûtes traversières ; 2 hautbois ; 2 clarinettes ; 2 bassons ; 2 cors ; 2 trompettes et timbales - Le contrebasson et le trombone étant réservés à l'opéra et à la musique religieuse. Cet effectif peut être parfois légèrement augmenté comme pour la Symphonie no 100 en sol majeur, « Militaire » de Haydn qui utilise en plus de l'effectif cité ci-dessus : un triangle, une grosse caisse et des cymbales.
L'effectif s'élargit parfois comme dans la symphonie no 25 de Mozart (Sol mineur) qui emploie 4 cors au lieu de deux. Beethoven agrandit ensuite notablement cet effectif : dans sa cinquième symphonie : un piccolo, un contrebasson et 3 trombones ; il culmine avec sa neuvième symphonie où l'orchestre comprend, outre les cordes : 1 piccolo, 2 flûtes, 2 hautbois, 2 clarinettes, 2 bassons, 1 contrebasson, 4 cors, 2 trompettes, 3 trombones, 2 timbales, 1 triangle, 1 grosse caisse, des cymbales et (innovation majeure) 1 soprano, 1 alto, 1 ténor, 1 basse et 1 chœur.
La harpe apparaît dans la forme symphonique avec la Symphonie fantastique de Berlioz en 1830, mais elle était utilisée parfois dans l'orchestre depuis au moins 1810, car c'était un instrument très populaire depuis la fin du XVIIIe siècle (voir œuvres de Salieri ou Spohr).
Puis dans un sillon initié par la musique de Beethoven, les effectifs ne cessent de grossir avec l'orchestre de Schumann, Brahms, puis Bruckner, Mahler et leurs descendants.
À l'instar de Beethoven, d'autres compositeurs ont utilisé des voix comme Gustav Mahler dans quatre de ses symphonies (les numéros 2, 3, 4 et 8), Stravinsky dans sa Symphonie des Psaumes ou Chostakovitch dans ses troisième, treizième et quatorzième Symphonies.
L'orchestre symphonique peut inclure également un piano ou un orgue (Camille Saint-Saëns), mais le plus souvent un célesta.
Une autre transformation de la symphonie est née avec Mahler, c'est la symphonie vocale, pour un soliste ou plus, sur un texte poétique. Le Chant de la terre (composé entre 1907 et 1908) marque cette tentative de fusionner lied et symphonie, et notons-le, au service d'un pessimisme des plus profonds, comme bien plus tard l'extraordinaire Quatorzième de Chostakovitch. La structure symphonique dans le Das Lied von der Erde (Le Chant de la terre) est respectée même pour le Scherzo qui occupe les quatrième et cinquième mouvements. Mahler avait déjà dans la Symphonie n° 4 (1901) inauguré le principe, mais dans un seul mouvement.
Arthur Honegger, dans sa Deuxième symphonie de 1941, infléchira la démesure de l'orchestration au service d'une intensité nouvelle que réclame le contexte dramatique, en n'utilisant que les cordes et une trompette solo dans le choral du finale où la musique retrouve la lumière de l'espoir.

## Symphonie pour instrument soliste
En dehors de l'orchestre, et au-delà des cas où on appelle "symphonie" des pièces pour concertiste (on pense à la Symphonie espagnole de Lalo ou à Harold en Italie de Berlioz, qui est sous-titré "Symphonie en quatre mouvements avec alto soliste"), le cas de l'orgue est le seul cas dans lequel une œuvre pour instrument soliste est nommée "symphonie".
Suivant le mouvement de l'évolution musicale, la facture d'orgue française du XIXe siècle, après une courte période dite de l’orgue romantique, aboutit à l’orgue symphonique sous l'impulsion du facteur d'orgues Aristide Cavaillé-Coll et de plusieurs organistes. La symphonie pour orgue se révèle donc comme la fille de l'école française d'orgue, avec des noms comme Widor, Vierne ou Dupré (Symphonie-Passion). C'est cependant un genre nouveau, qui rompt avec la tradition classique de l'orgue et cherche, tant par la forme que par les timbres, à se rapprocher de l'orchestre. Elle participe d'un renouveau sans précédent dans l'histoire de la musique d'orgue, tant du point de vue des nouveaux principes de composition et de registration qu'elle engendre que des nouvelles techniques de jeu qu'elle demande à l'interprète.
Signalons également l'existence de la Symphonie pour piano solo, de Charles-Valentin Alkan, extraite de ses Douze études dans les tons mineurs, op. 39 (numéros 4 à 7). Cette symphonie se distingue de la sonate ordinaire pour piano par son écriture, plus massive et plus orchestrale, qui lui vaut sa dénomination.

## La «malédiction» de la neuvième symphonie
C'est après Beethoven qu'est née la légende de la « malédiction de la neuvième symphonie », qui serait fatale aux compositeurs. En effet, tous les grands compositeurs symphonistes du XIXe et du début du XXe siècle ont composé au plus neuf symphonies (Schubert, Dvořák, Bruckner, Mahler (qui a essayé de contourner la malédiction avec Le Chant de la Terre) et Vaughan Williams en ont composé, comme Beethoven, exactement neuf).
Il faudra attendre le XXe siècle pour que Heitor Villa-Lobos (en 1952) puis Dmitri Chostakovitch (en 1953) brisent la « malédiction » en composant plus de neuf symphonies, et puis Charles-Marie Widor et ses dix Symphonies pour orgue.
Tous les musiciens d'envergure du XIXe se mesurent à l'aune du maître Beethoven et aucun n'y échappe. Il est donc possible de voir en cette « malédiction » une sorte de fascination beethovénienne en mouvement. D'autres œuvres comme le concerto pour violon ont marqué les compositeurs qui se confrontaient au genre. Brahms et Tchaïkovski ne composent eux aussi qu'un seul concerto... en ré majeur, comme leur aîné.
Beethoven, même au-delà du XIXe siècle, étreint chaque compositeur qui doit lutter pour espérer franchir un au-delà musical si loin repoussé et avec force par Ludwig van Beethoven. À la fois humaine et inhumaine figure du musicien, l'image de Beethoven alimente ce qui reste une légende connue

## Traités d'orchestration
- (fr) Hector Berlioz et Joël-Marie Fauquet, De l'instrumentation, Paris, Le Castor astral, coll. « Les inattendus », 1994, 169 p. (ISBN 2-85920-227-7)
- (fr) Hector Berlioz, Traité d'instrumentation et d'orchestration, Paris, Henry Lemoine, 1843, réed.1993, 312 p. (ISMN 979-0-2309-4518-9).
- (fr) François-Auguste Gevaert, Nouveau traité d'instrumentation, Paris-Bruxelles, Lemoine & Fils, 1885, 340 p.  (Texte disponible sur www.imslp.org)
- (fr) Charles Koechlin, Traité de l'orchestration, vol. 1, Paris, Éditions Max Eschig, 1954, 322 p.
- (en) Paul Mathews, Orchestration : an anthology of writings, New York, Routledge, 2006, 230 p. (ISBN 0-415-97683-9)
- (en) (ru) Nikolaï Rimski-Korsakov et Maximilian Steinberg (trad. Edward Agate), Principles of Orchestration (Основы оркестровки), vol. 1, Berlin, Editions Russes de Musique,‎ 1913, trad.1922, 152 p.
- (fr) Charles-Marie Widor, Technique de l'orchestre moderne, Paris, Henry Lemoine, 1925, 200 p.